# Karl Kerényi
Karl Kerényi, ungarisch Károly Kerényi [ˈkaːroj ˈkɛreːɲi] (* 19. Januar 1897 in Temesvár, Königreich Ungarn, Österreich-Ungarn; † 14. April 1973 in  Kilchberg, Schweiz), war ein ungarischer Klassischer Philologe und Religionswissenschaftler.

## Leben

### Ungarn 1897–1943
Karl Kerényi wurde als Sohn des Postbeamten Koloman Kinzig (1868–1934) geboren, dessen Vorfahren aus dem Kinzigtal im Schwarzwald nach Ungarn eingewandert waren. Dieser nahm den Familiennamen Kerényi an, die ungarische Form von Quirinus. Kerényi lernte Deutsch als Fremdsprache in der Schule und wählte es im Studium bewusst als seine Forschungssprache. Kerényi identifizierte sich mit der Stadt Arad, wo er ins Gymnasium ging, denn die Stadt der 13 Märtyrer des ungarischen Freiheitskampfes von 1848/49 versprühte einen Geist der Unabhängigkeit. Während des Studiums der Altphilologie an der Universität Budapest schätzte er als Lehrer vor allem den Latinisten Géza Némethy und den Indogermanisten und Indologen Josef Schmidt. 1919 wurde Kerényi in Budapest mit einer Arbeit über Platon und Longinus – Forschungen zur Geschichte der antiken Literaturwissenschaft und Ästhetik promoviert und unterrichtete an verschiedenen Budapester Gymnasien Griechisch und Latein. Daneben unternahm er ausgedehnte Reisen im mediterranen Raum und absolvierte Studienaufenthalte in Greifswald, Berlin und Heidelberg bei den Altertumswissenschaftlern Eduard Norden, Ulrich von Wilamowitz-Moellendorff und Franz Boll. Nach seiner Habilitation im Jahr 1927 an der Universität Budapest wurde er 1934 als Professor für Altertumskunde (Griechische und Lateinische Philologie und Alte Geschichte) an die Universität Pécs berufen. In Budapest hielt er weiterhin als Privatdozent Freitagsvorlesungen über antike Literatur und Mythologie, die von vielen Intellektuellen wegen ihres freiheitlichen Zuschnitts besucht wurden.
In der Folge einer starken Verschiebung der politischen Kräfte nach rechts wurde das Universitätswesen im Königreich Ungarn 1940 unter politischem Druck reformiert. Professoren, die sich diesem Druck nicht fügen wollten, wurden an der Universität Szeged konzentriert. So wurde auch Kerényi 1941 gegen seinen Willen an die Universität Szeged auf eine Professur für Altertumswissenschaften versetzt. Der pro-westliche, liberale Ministerpräsident Miklós Kállay versuchte dagegen 1943 die nach rechts orientierte, nazifreundliche Politik zu revidieren. Er begann liberale Wissenschaftler, die sich im Ausland bereits einen Namen gemacht hatten, nach Westeuropa zu schicken, um zu zeigen, dass es auch ein anderes, freidenkendes antifaschistisches Ungarn gab. So bot das Außenministerium Kerényi an, ein Jahr mit diplomatischem Status als Kulturattachée in der Schweiz zu verbringen, was dieser unter der Bedingung akzeptierte, anstelle von Bern am Lago Maggiore (Tessin) zu residieren. Als am 19. März 1944 die deutsche Wehrmacht in Ungarn einmarschierte, dissidierte Kerényi: Er schickte, wie die meisten anderen Ungarn mit Diplomatenstatus in der Schweiz, seinen Pass zurück und wurde so zum staatenlosen, politischen Flüchtling.

### Schweiz 1943–1973
Seit 1941 war Karl Kerényi auf Einladung von Carl Gustav Jung Vortragender an den Eranos-Tagungen in Ascona. Die regelmäßigen Kontakte mit dem Schweizer Psychologen hatten ursprünglich seine Verbindung mit der Schweiz und dem Tessin begründet, die nun zur permanenten Emigration führte. In der Schweiz war Kerényi von 1945 bis 1947 Lektor für ungarische Sprache und Literatur an der Universität Basel. Im November 1947 reiste Kerényi nach Ungarn, um eine Antrittsrede in der Akademie der Wissenschaften zu halten, mit der Idee, beim Aufbau eines demokratischen Ungarn mitzuwirken. Auf Grund von Warnungen vor dem kommunistischen Umsturz unter Mátyás Rákosi reiste Kerényi allerdings, eben in Budapest angekommen, sogleich wieder ab. Unter der stalinistischen Rákosi-Diktatur wurde Kerényi denn auch durch den Propagandaapparat unter György Lukács diskreditiert. Sein akademischer Titel wurde ihm entzogen und erst 1989 post mortem wieder zuerkannt.
In der Schweiz schrieb und publizierte Karl Kerényi zwischen 1945 und 1968 den Großteil seines umfangreichen Werkes. Obwohl er als akademischer Außenseiter bezeichnet werden kann, hatte er während dieser Zeit seine größte Wirkung als einer der letzten Vertreter der großen Tradition der humanistischen Altertumswissenschaften. Über zwanzig Jahre, von 1934 bis 1955, unterhielt Kerényi auch einen aktiven Briefwechsel mit Thomas Mann zu den Themen Mythologie, Religion, Humanismus und Psychologie.
Von 1948 bis 1966 war Kerényi Forschungsleiter des C. G. Jung-Instituts in Küsnacht bei Zürich, wo er bis 1962 Vorlesungen über Mythologie hielt. In diesen Jahren wohnte Kerényi in der Nähe des Monte Verità in Ascona. 1962 erhielt er die Schweizer Staatsbürgerschaft. Kerényi hatte zudem verschiedenste Gastprofessuren inne, so an den Universitäten Bonn (1955/56), Oslo und Rom (1960), Zürich (1961) und Genua (1964). Zwischen 1960 und 1971 hielt er jährliche Vorträge auf den Tagungen des Instituts für Philosophie der Universität Rom. Seit 1955 gehörte Kerényi dem Wissenschaftlichen Beirat der Sachbuchreihe Rowohlts deutsche Enzyklopädie an.
Karl Kerényi starb am 14. April 1973 in Kilchberg und ist auf dem Friedhof von Ascona beigesetzt.

## Familie
Verheiratet war er in erster Ehe mit Erzsébet (Elisabeth) Stamberger (1896–1990), die als Lateinlehrerin tätig war. Aus dieser Ehe gingen zwei Töchter hervor, darunter die Schriftstellerin Grácia Kerényi (1925–1985).
Nach der Scheidung heiratete er 1936 die Studentin Magda Lukács (1914–2004), Tochter eines Gymnasialdirektors. Aus dieser Ehe gingen ein Sohn und zwei Töchter hervor, darunter die Klassische Archäologin Cornelia Isler-Kerényi (* 1942).

## Nachlass
Seine zweite Ehefrau, Magda Kerényi, widmete ihr weiteres Leben und Werk der Erhaltung von Kerényis Vermächtnis. Seit ihrem Tod 2004 sind alle Zeugnisse zu Kerényis Lebensgeschichte (Photos, Briefe, Dokumente, Manuskripte u. a. m.), die nicht während des Krieges in Budapest verloren gingen, im Deutschen Literaturarchiv in Marbach zugänglich. Seine umfangreiche Bibliothek und der Nachlass von Magda Kerényi befinden sich in der Universität Pécs, wo auch eine Straße nach ihm benannt ist.

## Wissenschaftliches Werk und philosophisches Gedankengut

### Philologisches Fundament
Von jungen Jahren an übten Philosophen wie Schopenhauer, Bachofen und Nietzsche, Schriftsteller wie Hölderlin und Rilke und Wissenschaftler wie Wilhelm von Humboldt auf Karl Kerényi einen zentralen Einfluss aus. Während seines Studiums der Altphilologie war Ulrich von Wilamowitz-Moellendorff der international tonangebende Altphilologe. Für Kerényi wegweisend sollte aber Erwin Rohdes Ansatz zur antiken Romanliteratur werden. Dies führte zu seinem ersten Buch Die griechisch-orientalische Romanliteratur in religionsgeschichtlicher Beleuchtung. Ein Versuch, mit dem sich Kerényi habilitierte. Doch schon bald nach seiner Habilitation wurde Kerényi 1929 auf einer Griechenland-Reise der Schulphilologie überdrüssig. Kerényi sah die Aufgabe der Philologie in der Analyse der schriftlichen Überlieferung der Antike als Ausdruck gelebten Lebens, so wie die Archäologie sich der sinnlichen Überlieferung der Antike widmet (durch die Wirkung der direkten Berührung). Seine ersten bewussten Schritte weg von der Schulphilologie waren seine frühen Werke Apollon (eine Sammlung von Essays) und Die antike Religion. Im selben Jahr 1929 traf Kerényi auch Walter F. Otto zum ersten Mal, der ihn fortan stark prägte. Der Erforscher der griechischen Mythologie gab Kerényi die entscheidenden Impulse, das religiöse Element der antiken Existenz in den Mittelpunkt zu rücken. Speziell zu erwähnen sind hier weiter die beiden von Kerényi verfassten Bände der Mythologie der Griechen (zwei Bände, erschienen 1951 und 1958) und die Mysterien der Eleusis (1962).

### Abgrenzung von Wilamowitz und dem deutschen Mythosbegriff
In der Folge vollzog Karl Kerényi eine bewusste Trennung von der Wilamowitzschen Philologie. Für Kerényi stand Wilamowitz’ Ansatz für einen Autoritarismus, den er mit dem Aufkommen des Nationalsozialismus verband und der ihm ethisch nicht vertretbar erschien. Kerényi entwickelte so immer mehr eine ablehnende Haltung gegenüber dem zeitgenössischen deutschen Mythosbegriff, der im nationalsozialistischen Deutschland als leitende Referenz gebraucht wurde. Bereits 1934 äußerte Kerényi sein klarsichtiges Entsetzen über die radikalisierenden Entwicklungen in Deutschland. Einen freiheitlichen und menschlich-psychologischen Mythosbegriff zu etablieren, der nicht für nationalistische Ideologien missbraucht werden konnte, war ein bleibendes Anliegen Kerényis, das sich auch in seiner Beziehung zu mehreren seiner wissenschaftlichen Geistesväter niederschlug. Bei Wilamowitz am deutlichsten festgestellt, entwickelte Kerényi später auch gegenüber Otto und Mann einen sensiblen Sinn, sich von jenen Aspekten in deren Mythosverständnis abzusetzen, die er im deutschen Nationalsozialismus wiedererkannte.

### Psychologische Erweiterung der Mythologie
Karl Kerényis wissenschaftlicher Ansatz, die Gestalten der griechischen Mythologie als Urbilder der menschlichen Seele zu deuten, kam der Archetypenlehre des Schweizer Psychologen Carl Gustav Jung entgegen. Gemeinsam mit Jung entstand ein Versuch, Mythologie als Wissenschaft zu begründen. Aus der Zusammenarbeit mit Jung entstanden die Aufsätze Das göttliche Kind in mythologischer und psychologischer Beleuchtung (1940) und Das göttliche Mädchen (1941), die kurz darauf in einem Band unter dem Titel Einführung in das Wesen der Mythologie (1941) erschienen. Religionstheorie war für Kerényi eine humane und humanistische Angelegenheit, was seinen Ruf als Humanist weiter festigte. So ist für Kerényi jeder Blick auf die Mythologie ein Blick auf den Menschen und daher jede Theologie zugleich Anthropologie. Analog zur Jungschen Psychologie entwickelte Kerényi die Deutung der griechischen Mythologie anhand psychologischer Archetypen. Im selben humanistischen Sinne definierte sich Kerényi auch als ebenso „philologisch-historischen“ wie „psychologischen Forscher“. In späteren Jahren entwickelt Kerényi diese psychologische Interpretation weiter und ersetzte das Konzept des Archetyps durch jenen des Urbilds. Dies wird in seinen wichtigen Publikationen zum Prometheus (1959) als auch speziell zu Dionysos (1976) klar, Kerényis Hauptwerk, welches er als Idee 1931 begann und 1969 abschloss. Kerényi betrachtete also die Erscheinungen der griechischen Religion nicht als geschichtliches Kuriosum, sondern als genuinen Ausdruck menschlicher Erfahrung. Dank dieser Haltung und dank seinem essayistischen Stil konnte Kerényi viele Menschen außerhalb der philologischen Zunft ansprechen, doch blieb er dadurch in der akademischen Philologie ziemlich isoliert.

### Kerényi als Kulturwissenschaftler
Aufgrund seiner persönlichen Erfahrung hob Karl Kerényi die Rolle des Philologen als Interpreten hervor, wobei „der Interpret, je besser er interpretiert, um so mehr, auch Organ [ist], sowohl als Empfangender wie als Wiedergebender. […] Sein ganzes Wesen und Sein, seine Struktur und seine eigenen Erlebnisse bilden einen nicht auszuschaltenden Faktor der Interpretation.“ In diesem Sinne war Kerényis Wissenschaftsauffassung für das Jahr 1944 sehr modern. In einer Zeit, in der die Geisteswissenschaften versuchten, sich objektiv-wissenschaftlich zu etablieren, erkannte Kerényi an, dass hier das einzige Mittel der wissenschaftlichen Objektivität das Offenlegen der je individuellen wissenschaftlichen Subjektivität des Forschers ist. Kerényi hat auch einen Paradigmenwechsel des späten 20. Jahrhunderts vorweggenommen, indem er sich der Interdisziplinarität verschrieb und die geisteswissenschaftlichen Gegenstände Literatur, Kunst, Geschichte, Philosophie und Religion kombinierte. Die Einbeziehung der Romandichtung in seine Studien zu Mythologie und Humanismus wird unter anderem in den Publikationen seiner Briefwechsel mit Thomas Mann und Hermann Hesse dokumentiert. Eine Serie von weiteren Gedanken zum europäischen Humanismus publizierte Kerényi 1955 unter dem Titel Geistiger Weg Europas. Unter den weiteren Persönlichkeiten, die für Kerényi wichtige persönliche und wissenschaftliche Gesprächspartner waren, finden sich die ungarischen Autoren László Németh, Antal Szerb und Pál Gulyás, der Psychologe Leopold Szondi, der Schriftsteller Otto Heuschele und der Historiker Carl Jacob Burckhardt.
In Ungarn blieben Karl Kerényis wissenschaftlichen Leistungen zeit seines Lebens nur einem engen Kreis von Intellektuellen bekannt. Von seinen Publikationen ist bis heute nur ein kleiner Teil auf Ungarisch erschienen. Kerényi wurde ab den 1940er Jahren zuerst vom rechts-nationalistischen, später auch vom kommunistischen Regime aus dem ungarischen Kulturleben als zu bürgerlich-liberal verbannt. Obwohl er von bekannten ungarischen Schriftstellern wie László Németh und Antal Szerb vehement verteidigt wurde, dauerte es bis in die 1980er Jahre, bis er in Ungarn moralisch und akademisch rehabilitiert wurde. Der ungarische Schriftsteller Antal Szerb hat Züge von Karl Kerényi in seine Romanfigur Rudi Waldheim im Roman Reise im Mondlicht eingezeichnet.

## Preise und Auszeichnungen
- 1929: Stipendiat am Deutschen Archäologischen Institut in Athen
- 1931: Ordenskreuz von König Georg von Griechenland
- 1946: Baumgarten-Preis
- 1947–1973: Fellowship der Bollingen Foundation
- 1961: ausländisches Mitglied der Norwegischen Akademie der Wissenschaften
- 1963: Dr. honoris causa der Theologischen Fakultät der Universität Uppsala
- 1969: Goldmedaille der Humboldt-Gesellschaft
- 1970: Pirckheimer-Ring der Stadt Nürnberg

Posthum:
- 1989: Mitglied der Ungarischen Akademie der Wissenschaften
- 1990: Széchenyi-Preis

## Schriften (Auswahl)
Siehe Magda Kerényi: A Bibliography of C. Kerényi. In: Carl Kerenyi: Dionysos. Archetypal Image of Indestructible Life (= Bollingen Series. Band 65 = Archetypal Images in Greek Religion. Bd. 2). Princeton University Press, Princeton/NJ 1976, ISBN 0-691-02915-6, S. 445–474.
- Die griechisch-orientalische Romanliteratur in religionsgeschichtlicher Beleuchtung. Ein Versuch. Mohr, Tübingen 1927.
- Apollon. Studien über antike Religion und Humanität. Leo, Wien et al. 1937.
- Pythagoras und Orpheus. Verlag Die Runde, Berlin 1938.
- Das ägäische Fest. Die Meergötterszene in Goethes Faust II. Pantheon, Amsterdam et al. 1941.
- Labyrinth-Studien. Labyrinthos als Linienreflex einer mythologischen Idee (= Albae Vigiliae. Bd. 15). Amsterdam et al. 1941.
- mit Leo Lanckoroński: Der Mythos der Hellenen in Meisterwerken der Münzkunst. Pantheon, Amsterdam/Leipzig 1941.
- mit C. G. Jung: Einführung in das Wesen der Mythologie. Gottkindmythos. Eleusinische Mysterien. Pantheon, Amsterdam et al. 1942 (zunächst erschienen als Das göttliche Kind und Das göttliche Mädchen in: Alba Vigiliae. Bd. 6–7 und Bd. 8–9. 1940–1941).
- Hermes der Seelenführer. In: Eranos-Jahrbuch. Bd. 9, 1942, S. 9–107 (einzeln erschienen in: Albae Vigiliae. NF Bd. 1. Rhein-Verlag, Zürich 1944).
- Mysterien der Kabiren. In: Eranos-Jahrbuch. Bd. 11, 1944, S. 11–53.
- Töchter der Sonne. Betrachtungen über griechische Gottheiten. Rascher, Zürich 1944.
- Bachofen und die Zukunft des Humanismus. Mit einem Intermezzo über Nietzsche und Ariadne. Rascher, Zürich 1945.
- Die Geburt der Helena samt humanistischen Schriften aus den Jahren 1943–1945 (= Albae Vigiliae. Neue Folge, Bd. 3). Rhein-Verlag, Zürich 1945.
- Prometheus. Das griechische Mythologem von der menschlichen Existenz (= Albae Vigiliae. Neue Folge, Bd. 4). Rhein-Verlag, Zürich 1946.
- Der göttliche Arzt. Studien über Asklepios und seine Kultstätten. Ciba, Basel 1948; Neuausgabe Hermann Gentner, Darmstadt 1956; Neudruck ebenda 1964.
- Niobe. Neue Studien über antike Religion und Humanität. Rhein-Verlag, Zürich 1949.
- Die Mythologie der Griechen. Rhein-Verlag, Zürich 1951–1958.
  - Band 1: Die Götter- und Menschheitsgeschichten. 1951.
  - Band 2: Die Heroen der Griechen. 1958.
- Die Jungfrau und Mutter der griechischen Religion. Eine Studie über Pallas Athene (= Albae Vigiliae. Neue Folge, Bd. 12). Rhein-Verlag, Zürich 1952.
- Stunden in Griechenland, Horai Hellenikai. Rhein-Verlag, Zürich 1952.
- Unwillkürliche Kunstreisen. Fahrten im alten Europa 1952–1953 (= Albae Vigiliae. Neue Folge, Bd. 13/14). Rhein-Verlag, Zürich 1954.
- Geistiger Weg Europas. 5 Vorträge über Freud, Jung, Heidegger, Thomas Mann, Hofmannsthal, Rilke, Homer und Hölderlin (= Albae Vigiliae. Neue Folge, Bd. 16). Rhein-Verlag, Zürich 1955.
- Umgang mit Göttlichem. Über Mythologie und Religionsgeschichte (= Kleine Vandenhoeck-Reihe. Bd. 18). Vandenhoeck & Ruprecht, Göttingen 1955.
- Griechische Miniaturen. Rhein-Verlag, Zürich 1957.
- Prometheus. Die menschliche Existenz in griechischer Deutung (= Rowohlts deutsche Enzyklopädie. Bd. 95). Rowohlt, Hamburg 1959.
- als Herausgeber: Gespräch in Briefen. Thomas Mann. Károly Kerényi. Rhein-Verlag, Zürich 1960.
- Streifzüge eines Hellenisten. Von Homer zu Kazantzakis. Rhein-Verlag, Zürich 1960.
- Die Mysterien von Eleusis. Rhein-Verlag, Zürich 1962.
- Tessiner Schreibtisch. Mythologisches, Unmythologisches. Steingrüben-Verlag, Stuttgart 1963.
- als Herausgeber: Die Eröffnung des Zugangs zum Mythos (= Wege der Forschung. Bd. 20). Wissenschaftliche Buchgesellschaft, Darmstadt 1967.
- Der antike Roman. Einführung und Textauswahl (= Libelli. Bd. 315). Wissenschaftliche Buchgesellschaft, Darmstadt 1971, ISBN 3-534-05313-3.
- mit Hermann Hesse: Briefwechsel aus der Nähe. Herausgegeben und kommentiert von Magda Kerényi. Langen-Müller, München et al. 1972, ISBN 3-7844-1488-5.
- Zeus und Hera. Urbild des Vaters, des Gatten und der Frau (= Studies in the History of Religions. Band 20). Brill, Leiden 1972, ISBN 90-04-03428-5.
- Dionysos. Archetypal Image of Indestructible Life (= Bollingen Series. Bd. 65 = Archetypal Images in Greek Religion. Bd. 2). Princeton University Press, Princeton/NJ 1976, ISBN 0-691-02915-6.
  - deutsch: Dionysos. Urbild des unzerstörbaren Lebens. Langen Müller, München 1976, ISBN 3-7844-1561-X.

Werkausgaben
- Werke in Einzelausgaben. Herausgegeben von Magda Kerényi. Acht (in neun) Bänden. Langen-Müller, München et al. 1966–1988.
  - Band 1: Humanistische Seelenforschung. 1966.
  - Band 2: Auf Spuren des Mythos. 1967.
  - Band 3: Tage- und Wanderbücher, 1953–1960. 1969.
  - Band 4: Apollon und Niobe. 1980, ISBN 3-7844-1756-6.
  - Band 5: Wege und Weggenossen. Zwei Teilbände. 1985–1988, ISBN 3-7844-2055-9 (Tlbd. 1), ISBN 3-7844-2121-0 (Tlbd. 2).
  - Band 6: (nicht erschienen).
  - Band 7: Antike Religion. 1971.
  - Band 8: Dionysos. Urbild des unzerstörbaren Lebens. 1976, ISBN 3-7844-1561-X.

- Werke in Einzelausgaben. Herausgegeben von Magda Kerényi. Fünf (in sechs) Bänden. Klett-Cotta, Stuttgart 1994–1998.
  - Band 1: Dionysos. Urbild des unzerstörbaren Lebens. 1994, ISBN 3-608-91686-5.
  - Band 2: Antike Religion. 1995, ISBN 3-608-91732-2.
  - Band 3: Humanistische Seelenforschung. 1996, ISBN 3-608-91804-3.
  - Band 4: Die Mythologie der Griechen. Zwei Bände. 1997.
    - Teilband 1: Die Mythologie der Griechen. ISBN 3-608-91824-8.
    - Teilband 2: Die Heroen-Geschichten. ISBN 3-608-91873-6.

  - Band 5: Urbilder der griechischen Religion. 1998, ISBN 3-608-91803-5.